# Norra Ursjön
Norra Ursjön är en sjö i Härjedalens kommun och Ljusdals kommun i Hälsingland och ingår i Ljusnans huvudavrinningsområde. Sjön har en area på 0,213 kvadratkilometer och ligger 348,1 meter över havet. Sjön avvattnas av vattendraget Våsån.

## Delavrinningsområde
Norra Ursjön ingår i det delavrinningsområde (689763-147802) som SMHI kallar för Utloppet av Norra Ursjön. Medelhöjden är 399 meter över havet och ytan är 2,79 kvadratkilometer. Räknas de 2 avrinningsområdena uppströms in blir den ackumulerade arean 7,37 kvadratkilometer. Våsån som avvattnar avrinningsområdet har biflödesordning 3, vilket innebär att vattnet flödar genom totalt 3 vattendrag innan det når havet efter 196 kilometer. Avrinningsområdet består mestadels av skog (76 procent). Avrinningsområdet har 0,21 kvadratkilometer vattenytor vilket ger det en sjöprocent på 7,7 procent.